# Grosser Preis des Kantons Aargau 1967
Il Grosser Preis des Kantons Aargau 1967, quarta edizione della corsa, si svolse il 20 agosto su un percorso di 220 km, con partenza e arrivo a Gippingen. Fu vinto dal belga Ward Sels della  Flandria-De Clercq davanti al suo connazionale Herman Vrancken e all'italiano Giampiero Macchi.

## Ordine d'arrivo (Top 10)
| Pos. | Corridore        | Squadra               | Tempo    |
| ---- | ---------------- | --------------------- | -------- |
| 1    | Ward Sels        | Flandria-De Clercq    | 5h11'02" |
| 2    | Herman Vrancken  | Flandria-De Clercq    | s.t.     |
| 3    | Giampiero Macchi | Salamini-Comet        | s.t.     |
| 4    | Willy Spuhler    | Zimba-Mondia          | s.t.     |
| 5    | Peter Heijnig    | Smith's-Acifit        | s.t.     |
| 6    | Raymond Poulidor | Mercier-BP-Hutchinson | s.t.     |
| 7    | Bernard Vifian   | Zimba-Mondia          | s.t.     |
| 8    | Paul Konings     | Romeo-Smith's         | s.t.     |
| 9    | Tony Daelemans   | Goldor-Gerka          | s.t.     |
| 10   | Luigi Zuccotti   | Salamini-Comet        | s.t.     |